# Иллюзия стены кафе
Иллюзия стены кафе — оптическая иллюзия, создаваемая за счёт совместного действия разных уровней нейронных механизмов: нейронов сетчатки и нейронов зрительной коры.

## Суть иллюзии
С первого взгляда кажется, что серые линии между чёрными и белыми квадратами расположены под углом, но если присмотреться то можно увидеть что линии абсолютно ровные. Мозг, сбитый с толку контрастными и близко расположенными квадратами, видит серые линии как часть мозаики, выше или ниже квадратов.

## История открытия
Иллюзия была открыта в 1973 году исследователем Ричардом Грегори из Бристольского университета который теперь является почетным профессором нейропсихологии. Посмотрев на одну из стен кафе, исследователь обнаружил причудливую особенность рисунка на стене. В материале и конструкции стены не было ничего необычного, все дело в рисунке из черных и белых кирпичиков, ряды которых были сдвинуты на пол-ширины кирпича и разделены тонкой полоской раствора. Эффект оказался гипнотическим. Из-за того, что иллюзия была найдена на стене кафе, она и получила своё название.